# Speocera pongo
Speocera pongo là một loài nhện trong họ Ochyroceratidae. Loài này phân bố ở Borneo.